# Folk rock
Il folk rock è un tipo di musica popolare contemporanea, sorto in Nordamerica ed Europa a metà degli anni sessanta, che unisce elementi del rock a sonorità ispirate alla musica tradizionale occidentale.
Negli Stati Uniti il folk rock scaturì dal revival della musica folk e dall'influenza che i Beatles e altri gruppi della British invasion esercitarono sui membri di quel movimento.
Artisti come Bob Dylan e i Byrds lavorarono per fondere i suoni del rock con il loro repertorio folk preesistente, adottando l'uso di strumenti elettrici e batteria in un modo precedentemente non gradito alla comunità popolare statunitense.
Il successo commerciale ottenuto dai Byrds con la cover di Mr. Tambourine Man di Bob Dylan e, a seguire, del loro album di debutto, nonché le registrazioni di Dylan con strumentazione rock negli album Bringing It All Back Home, Highway 61 Revisited e Blonde on Blonde, incoraggiarono altri gruppi folk, come Simon & Garfunkel, a usare strumenti elettrici nei loro dischi e a formare nuovi gruppi, come i Buffalo Springfield.
Il controverso concerto di Dylan al Newport Folk Festival il 25 luglio 1965, dove fu accompagnato da una band elettrificata, fu anche un momento cruciale nello sviluppo del genere.
Durante la fine degli anni sessanta in Gran Bretagna e in Europa, i Pentangle, i Fairport Convention ed Alan Stivell crearono uno stile folk rock britannico distinto ed eclettico.
Ispirati dal folk psichedelico britannico e dallo stile folk rock nordamericano, i gruppi folk rock del Regno Unito iniziarono a incorporare elementi della musica folk tradizionale britannica nel loro repertorio, portando ad altre varianti, tra cui il folk rock apertamente inglese della Albion Band e il celtic rock.

## Definizione ed etimologia
In senso originario e ristretto, il termine "folk rock" si riferisce alla fusione di elementi di musica folk (indifferentemente che sia traditional folk music oppure contemporary folk music) e musica rock, nata negli Stati Uniti e nel Regno Unito a metà degli anni '60. Tra i pionieri del genere ci sono The Byrds, che iniziarono a suonare musica folk tradizionale e canzoni di Bob Dylan con strumenti rock, in uno stile fortemente influenzato dai Beatles e da altre band della British Invasion. Il termine "folk rock" fu inizialmente coniato nel giugno 1965 dalla stampa musicale statunitense per descrivere la musica dei Byrds, mese in cui fu pubblicato l'album di debutto della band. Anche The Animals contribuirono alla formazione del genere con la cover del brano folk The House of the Rising Sun, che ispirò poi l'altrettanto determinante suono elettrico del Dylan successivo negli album Bringing It All Back Home, Highway 61 Revisited e Blonde on Blonde..
In un senso più ampio, il folk rock comprende generi e movimenti musicali di simile ispirazione provenienti dalle diverse regioni del mondo. Il folk rock può protendere più verso il folk o verso il rock, sia nella strumentazione che nello stile musicale e vocale, che nella scelta del materiale. Mentre il genere originale si basava sulla tradizione musicale europea e nordamericana, nel folk rock successivo le influenze possono venire dalla musica folk ed etnica delle zone più disparate del mondo.

## Storia

### Origini ed antecedenti

#### Il revival della musica folk

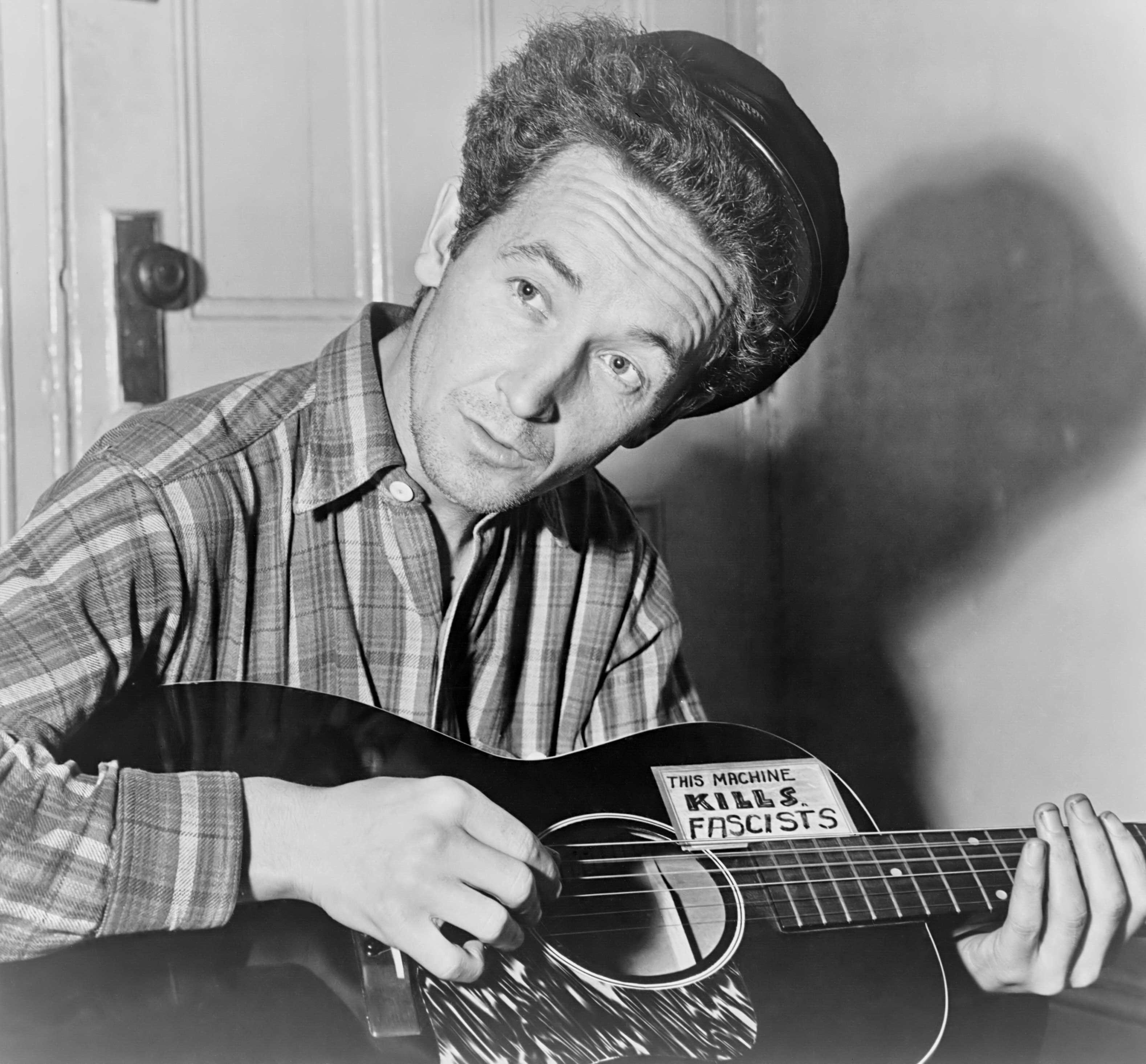
Woody Guthrie

Il folk revival americano iniziò negli anni '40; trovando le fondamenta su cantanti folk di protesta come Woody Guthrie e Pete Seeger, raggiunse poi l'apice di popolarità a metà degli anni '60 con artisti come Bob Dylan e Joan Baez. Nel 1948 Seeger formò the Weavers, la cui popolarità mainstream pose le basi per il folk revival degli anni '50 e dei primi anni '60 e servì anche a colmare il divario tra folk, popular music e canzone contemporanea. Il suono e il repertorio dei Weavers che comprendeva materiale di folk tradizionale e canzoni attuali hanno ispirato direttamente the Kingston Trio, un gruppo folk di tre elementi è venuto alla ribalta nel 1958 con il loro brano di successo dal titolo Tom Dooley. The Kingston Trio fornì così il modello per numerosi gruppi "folk collegiale" tra il 1958 e il 1962.

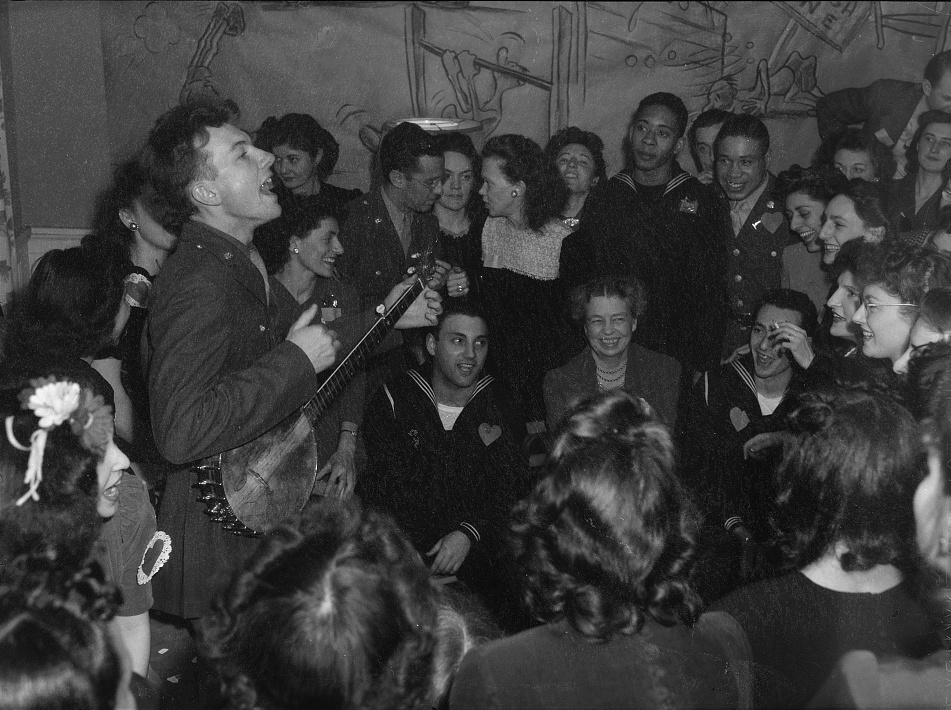
Pete Seeger suona per Eleanor Roosevelt (centro) a una festa di San Valentino per l'integrazione razziale

Parallelamente al "folk collegiale", un altro gruppo di artisti provenienti dalle metropoli si ispiravano alla canzone di protesta di Woody Guthrie ed al blues di Lead Belly, Brownie McGhee e Josh White. Molti di questi revivalisti di città furono influenzati dalle registrazioni di musica folk tradizionale americana degli anni '20 e '30, che erano state ripubblicate dalla Folkways Records; Particolarmente influente fu l'Anthology of American Folk Music curata da Harry Everett Smith. Mentre questo revival folk urbano nasceva in molte città, New York, con la sua fiorente scena dei locali del Greenwich Village era considerato il centro del movimento. Da questo ambiente fertile nacquero i grandi del folk di protesta come Bob Dylan, Tom Paxton, Phil Ochs e Peter, Paul and Mary,[19] molti dei quali sarebbero divenuti poi autori di musica folk rock.
La stragrande maggioranza di questi revivalisti folk condivideva il disprezzo per i valori della cultura di massa americana tradizionale, divenendo così autori di canzoni di "protesta". L'influenza di questo movimento di protesta popolare si sarebbe poi manifestata nei testi sociopolitici e nei sentimenti anti-establishment di molte canzoni folk rock, come i singoli di successo Eve of Destruction, Like a Rolling Stone, For What It's Worth e Let's Live for Today.
Durante gli anni '50 e l'inizio degli anni '60 nel Regno Unito nasceva un movimento parallelo chianmato secondo revival folk britannico con cantanti come Ewan MacColl e Bert Lloyd. Entrambi consideravano la musica folk britannica un veicolo per concetti politici di sinistra e un antidoto alla popular music dell'epoca dominata dagli americani. Fu poi nel 1956 che la mania dello skiffle si unì al folk revival britannico divenendo un fenomeno mainstream e connesso con la cultura giovanile britannica. Lo Skiffle rinnovò la popolarità della musica folk in Gran Bretagna, portando direttamente al movimento progressive folk e alla relativa scena dei club folk britannici. Tra i protagonisti del movimento progressive folk c'erano Bert Jansch e John Renbourn, che in seguito avrebbero formato la band folk rock Pentangle alla fine degli anni '60. Altri importanti artisti folk rock con radici nella scena folk progressive sono stati Donovan, Al Stewart, John Martyn e Paul Simon

#### Il folk nel rock and roll anni '50
I germi di una contaminazione tra folk e rock si mostrarono in modo labile già nel rock 'n' roll americano degli anni 50: la cover di Elvis Presley del 1954 dello standard bluegrass di Bill Monroe Blue Moon of Kentucky; il materiale scritto da Buddy Holly, che ha fortemente influenzato sia Dylan che i Byrds; la registrazione di Ritchie Valens della canzone popolare messicana La Bamba; l'adattamento rock 'n' roll di Lloyd Price della canzone popolare afroamericana Stagger Lee "(originariamente registrato da Mississippi John Hurt nel 1928); le interpretazioni rock 'n' roll di Jimmie Rodgers di canzoni popolari tradizionali; e le registrazioni folk e influenzate dal country presenti nell'album del 1959 degli Everly Brothers intitolato Songs Our Daddy Taught Us.

#### L'influenza della British Invasion negli autori folk

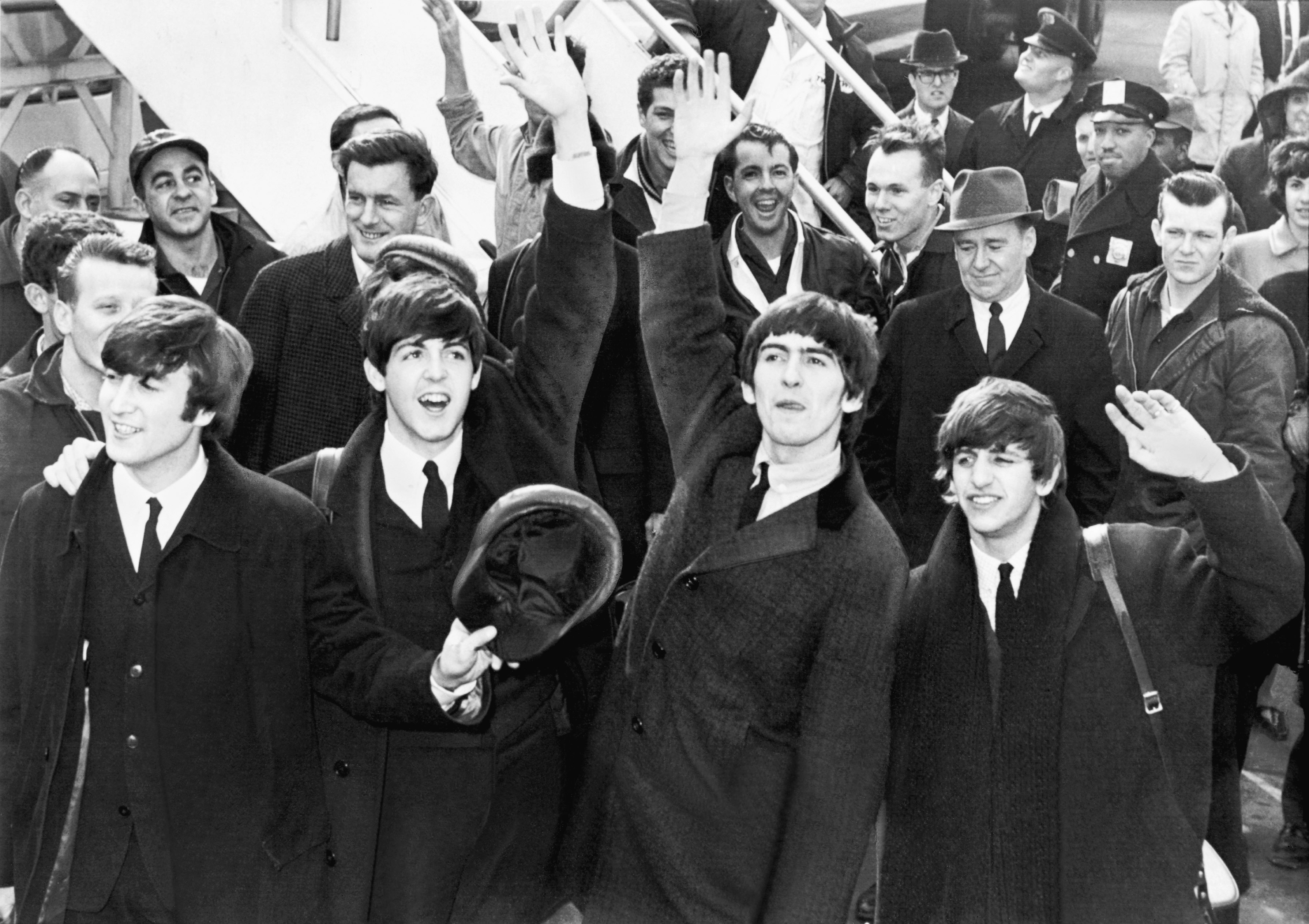
L'arrivo, nel 1964, dei Beatles negli Stati Uniti segnò l'inizio della cosiddetta British invasion

A partire dal 1964 e durato fino al 1966 circa, un'ondata di gruppi beat britannici, tra cui i Beatles, i Rolling Stones, i Dave Clark Five, i Gerry & the Pacemakers, i Kinks e gli Herman's Hermits ed altri dominarono le classifiche musicali statunitensi. Questi gruppi erano tutti fortemente influenzati dal rock and roll americano, dal blues e dall'R&B, generi musicali a cui erano stati introdotti tramite cantanti di rock and roll britannico, i dischi d'importazione americani ed il periodo della mania dello skiffle. Questo fenomeno presuli nome di British Invasion, hanno reintrodotto la cultura giovanile americana nell'ampio potenziale della musica rock e pop come mezzo creativo e nella ricchezza della cultura musicale che si trova negli Stati Uniti.
Di particolare importanza per lo sviluppo del folk rock da parte dei British Invasion furono le sottili influenze folk evidenti nelle composizioni dei Beatles come I'll Be Back, Things We Said Today e I'm a Loser, con quest'ultima canzone direttamente ispirata al cantautore folk Bob Dylan. Secondo Roger McGuinn dei Byrds, gli scrittori che tentano di definire le origini del folk rock spesso "non si rendono conto che i Beatles ne erano responsabili fin dal 1963". E cita She Loves You come uno dei primi esempi in cui i Beatles hanno introdotto cambiamenti di accordi folk nella musica rock, iniziando così il nuovo genere. Queste canzoni hanno fornito un modello nella musica pop, facendo assimilare progressioni di accordi e melodie basate sul folk. Questa fusione di folk e rock 'n' roll nella musica dei Beatles divenne ancora più esplicita nel 1965, con l'uscita di You've Got to Hide Your Love Away, una canzone di derivazione folk con testi introspettivi, ancora una volta influenzata da Dylan. Sebbene tanto i Beatles quanto altre band britanniche, utilizzassero il folk come una tra molte influenze musicali, questo loro lato si sarebbe rivelato importante per i musicisti che tenteranno di fondere le proprie influenze folk con la musica beat.
L'effetto che la musica di queste band britanniche ebbe sui giovani americani fu immediato; quasi da un giorno all'altro, il folk divenne superato per gran parte della gioventù americana, che invece ha rivolto la propria attenzione alla musica britannica. L'influenza che questi gruppi hanno avuto sia sulle comunità folk collegiali che su quelle urbane, provocò una rapida perdita d'interesse per la musica folk e hanno invece abbracciato il repertorio derivato dal rock 'n' roll della British Invasion. I futuri membri di molti gruppi folk rock, tra cui i Byrds, i Jefferson Airplane, i Lovin' Spoonful, i Mamas & the Papas ed i Buffalo Springfield, hanno tutti voltato le spalle alla musica folk tradizionale tra il 1964 e il 1965 come risultato diretto dell'influenza della British Invasion. L'autore e storico della musica Richie Unterberger ha notato che l'impatto dei Beatles sulla cultura popolare americana ha effettivamente suonato la campana a morto per il revival della musica popolare americana. Oltre ai Beatles, i due gruppi britannici che furono probabilmente i più influenti sullo sviluppo del folk rock furono the Animals e the Searchers. Gli Animals pubblicarono un'interpretazione rock della tradizionale canzone folk The House of the Rising Sun negli Stati Uniti nell'agosto del 1964. La canzone raggiunse il numero 1 nella classifica dei singoli Billboard Hot 100 e vi rimase per tre settimane, vendendo oltre un milione di copie. L'arrangiamento della band di The House of the Rising Sun, che ha trasmutato la canzone da un lamento folk acustico a una canzone rock elettrica a tutto tondo, avrebbe continuato a influenzare molte band folk rock, ma nessuno più dello stesso Dylan, che l'ha citata come uno dei fattori chiave nella decisione di registrare ed esibirsi con una rock band elettrica nel 1965.
The Searchers resero popolare il suono stridente della chitarra elettrica a dodici corde. Molti musicisti nei movimenti folk collegiali e urbani avevano già familiarità con le chitarre acustiche a dodici corde attraverso la musica del cantante folk e blues Lead Belly. Tuttavia, l'uso che fecero gli Searchers della dodici corde amplificata fornì un altro esempio di come elementi folk convenzionali potessero essere incorporati nella musica rock per produrre suoni nuovi ed eccitanti. Anche il chitarrista solista dei Beatles, George Harrison, ha influenzato questa tendenza verso le chitarre più acute nel folk rock con il suo uso di una chitarra a dodici corde Rickenbacker nelle registrazioni dei Beatles della metà degli anni '60. Questo suono relativamente pulito e stridente, senza distorsioni o altri effetti per chitarra, è diventato una pietra fondante della strumentazione folk rock ed è stato utilizzato in molti dischi folk rock americani realizzati durante il 1965 e il 1966.

### Il folk rock negli anni '60

#### I primi esempi

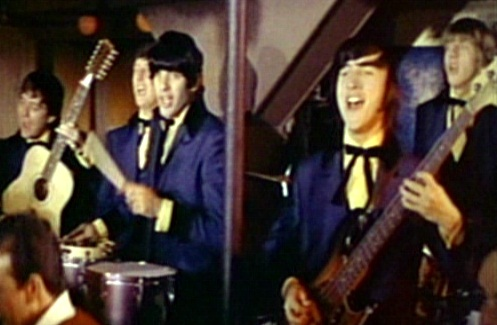
The Beau Brummels nel film Village of the Giants (1965)

Se è vero che il termine folk rock non verrà coniato prima del 1965 per descrivere il primo album dei Byrds, alcuni esempi di folk rock erano già palesemente in atto. Unterberger ha definito quindi proto-folk rock il materiale scritto dai Beau Brummels di San Francisco. Nonostante la loro immagine beatlesiana, l'uso da parte della band di accordi minori, armonie inquietanti e chitarra acustica folk fin dal loro singolo di debutto Laugh, Laugh, era stilisticamente molto simile al successivo folk rock dei Byrds. Rilasciato nel dicembre 1964, Laugh, Laugh raggiunse la posizione numero 15 della Billboard Hot 100 all'inizio del 1965, mentre il suo seguito dal sapore simile, Just a Little, fece ancora meglio, raggiungendo il numero 8 su la classifica dei singoli statunitensi. Il successo della musica dei Beau Brummels fu anche importante nel dimostrare che un ibrido di folk e rock poteva potenzialmente essere tradotto in un successo commerciale mainstream.

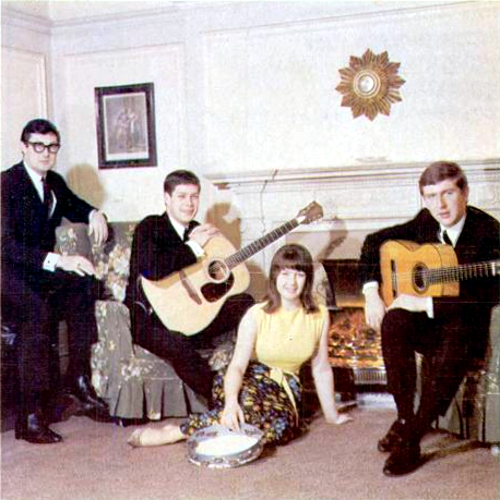
The Seekers nel 1965.

Antecedente al successo dei Beau Brummels di quasi due anni, il singolo Needles and Pins del cantautore Jackie DeShannon dell'aprile 1963 segnò, secondo Unterberger, la prima apparizione del suono squillante della chitarra che sarebbe diventato un pilastro del primo folk rock. L'uso di riff di chitarra ciclici ed acuti fu ripetuto nella registrazione di DeShannon della fine del 1963 della sua composizione When You Walk in the Room. L'anno successivo, entrambe le canzoni sarebbero diventate successi per la band di Liverpool The Searchers, che nelle proprie versioni scelse di porre ancora più enfasi sulla chitarra. Inoltre, un certo numero di canzoni di DeShannon del periodo, tra cui When You Walk in the Room, mostravano un grado di maturità e sensualità lirico maggiore di quanto fosse usuale per le canzoni pop dell'epoca. Questo elevato grado di introspezione emotiva è stato ispirato dal suo amore per il modo di scrivere canzoni folk di Bob Dylan e rappresenta uno dei primi tentativi di un artista americano di assorbire la sensibilità folk nella musica rock.
Altre band e artisti solisti che stavano stravolgendo i confini tra folk e rock nei primi anni '60 includono Judy Henske, Richard e Mimi Fariña, e The Mugwumps, l'ultimo dei quali era una band di New York con futuri membri dei Lovin' Spoonful e The Mamas & the Papas. Da segnalare anche la band australiana The Seekers, che si era trasferita in Inghilterra nel 1964 e ha raggiunto il numero 1 nella UK Singles Chart con I'll Never Find Another You nel febbraio 1965. Unterberger ha notato che, sebbene non fosse strettamente una canzone folk, I'll Never Find Another You è stata molto influenzata da Peter, Paul and Mary e presentava una parte ciclica di chitarra a dodici corde che ricordava lo stile di chitarra che Jim McGuinn dei Byrds che sarebbe diventato popolare più tardi nello stesso anno.

#### Nascita ed evoluzione del folk rock tra The Byrds, Bob Dylan e Tom Wilson

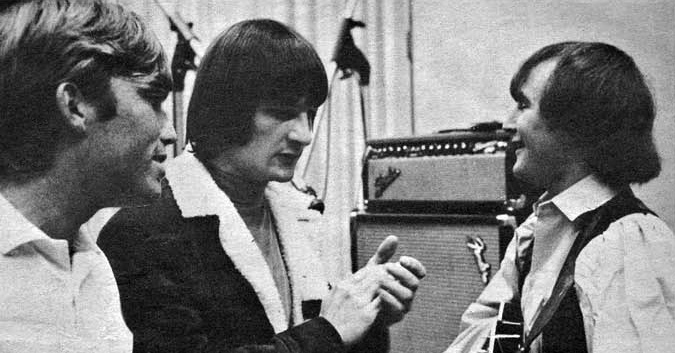
Il produttore Terry Melcher (a sinistra) in studio di registrazione con Gene Clark (al centro) e David Crosby (a destra).

Il momento in cui tutte le influenze precedenti confluirono in quello che verrà poi chiamato folk rock fu l'uscita della cover dei Byrds del brano Mr. Tambourine Man di Bob Dylan. Fu per descrivere il suono del loro primo album, che la stampa musicale statunitense coniò il termine "folk rock" per descrivere il suono della band nel giugno 1965, più o meno nello stesso momento in cui Mr. Tambourine Man ha raggiunto la posizione 1º posto nella classifica di Billboard. Nel giro di tre mesi era diventato il primo grande successo folk rock, raggiungendo il numero 1 sia nella Billboard Hot 100 che nella UK Singles Chart. Il successo del singolo diede inizio al boom del folk rock del 1965 e del 1966, anni in cui una profusione di artisti influenzati dai Byrds inondò le classifiche americane e britanniche, con band come the Lovin' Spoonful, Barry McGuire, the Mamas & the Papas Simon & Garfunkel, Jefferson Airplane, the Turtles, We Five, Love, and Sonny & Cher.
Fu durante le prove al World Pacific che la band iniziò a sviluppare la miscela di musica tra folk e pop in stile Beatles che avrebbe caratterizzato il loro sound. Tuttavia, questa miscela di suoni scaturì naturalmente, evolvendosi in modo organico dalle radici folk di alcuni membri della band unite al loro desiderio di emulare i Beatles. Le influenze folk della band, la mancanza di esperienza con le forme di musica rock e la strumentazione beatlesiana si sono combinate per dare quel caratteristico colore musicale con il loro materiale auto-scritto e con il loro repertorio di derivazione folk. La band stessa si rese presto conto che c'era qualcosa di unico nella loro musica e, con l'incoraggiamento di Dickson, iniziarono a lavorare per colmare il divario tra folk e rock.
La miscela di testi astratti come in Mr. Tambourine Man, di melodie influenzate dal folk, di armonie più complesse, di chitarre Rickenbacker a 12 corde dal suono più squillante e l'influenza della musica, portò alla sintesi che in seguito verrà chiamata "folk rock". Il solo testo di Mr. Tambourine Man ha portato il cantautorato rock e pop a nuove vette; mai prima d'ora testi così intellettuali e letterari erano stati combinati con la strumentazione rock da un gruppo di popular music.

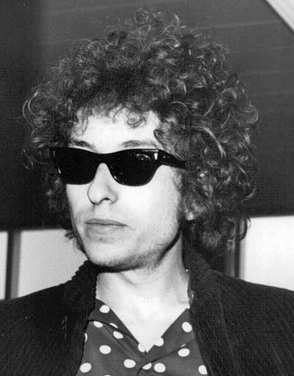
Bob Dylan nel 1966

Se negli anni precedenti al 1965, i circuiti più puristi e radicali del folk revival statunitense tendevano a disdegnare ogni compromesso tra acustico ed elettrificato, considerandolo un sintomo di degrado collegabile alla musica pop, fu solo quando nel 1964 Bob Dylan ascoltò la versione degli Animals di The House of the Rising Sun, che decise di introdurre elementi elettrici nelle sue canzoni. Cinque giorni prima che i Byrds entrassero ai Columbia Studios di Hollywood per registrare la loro versione della sua canzone Mr. Tambourine Man, Bob Dylan completava le sessioni di registrazione del suo quinto album, Bringing It All Back Home. Delle undici tracce dell'album, sette contenevano un accompagnato da rock band completamente elettrica, in netto contrasto con i suoi precedenti album folk acustici.
Bringing It All Back Home fu rilasciato il 22 marzo 1965, piazzandosi alla 6ª posizione della classifica Billboard Top LP e alla 1ª posizione nella classifica degli album del Regno Unito. La miscela dell'album di suoni di derivazione rhythm and blues e testi poetici e astratti fu determinante nel dimostrare che un contenuto lirico ed intelligente potesse sposarsi con il rock 'n' roll. Le canzoni dell'album fecero fare un balzo in avanti rispetto alla musica folk, ed anche il materiale acustico più radicalmente folk del disco, andavano ben oltre quelli della musica folk contemporanea, con testi pungenti, apocalittici e spesso umoristici superando la musica di protesta folk a cui era stato precedentemente associato.
Il 20 luglio 1965, Dylan pubblicò l'innovativo Like a Rolling Stone, una feroce critica di sei minuti, diretta a una ragazza dell'alta società, che ancora una volta vedeva Dylan accompagnato da una rock band elettrica. Pubblicata proprio mentre la cover dei Byrds di Mr. Tambourine Man era in cima alle classifiche degli Stati Uniti, la canzone è stata determinante nel definire la fiorente scena folk rock e nell'affermare Dylan come una vera rock star, piuttosto che come un cantante folk. Like a Rolling Stone raggiunse la Top 5 su entrambe le sponde dell'Atlantico. Cinque giorni dopo l'uscita di Like a Rolling Stone, il 25 luglio 1965, Dylan fece un'apparizione controversa al Newport Folk Festival, eseguendo tre canzoni con una band al completo, dove un pubblico purista del folk non ancora pronto alle novità lo accolse con derisioni e fischi, per poi ricredersi negli anni successivi. Oggi quel concerto è convenzionalmente considerato uno dei momenti salienti per lo sviluppo del folk rock.
L'album successivo di Dylan era completamente elettrico e si intitolava Highway 61 Revisited. Il singolo Positively 4th Street, fu interpretato come un rimprovero ai puristi del folk che avevano rifiutato la sua nuova musica elettrica. Per tutto il 1965 e il 1966, Dylan sfornò singoli di successo come Subterranean Homesick Blues, Like a Rolling Stone, Positively 4th Street e I Want You che, assieme agli album Bringing It All Back Home, Highway 61 Revisited e Blonde on Blonde, saranno enormemente influenti sullo sviluppo e la popolarità del folk rock. Sebbene le prese di distanza di Dylan dalla musica folk acustica abbia avuto l'effetto di un allontanamento di molti dei suoi fan originari, il suo nuovo sound folk rock gli procurò legioni di nuovi fan durante la metà degli anni '60. La popolarità e il successo commerciale dei Byrds e della miscela di musica folk e rock di Bob Dylan influenzarono un'ondata di nuove band, dando inizio ad un periodo che retroattivamente divenne noto come il boom del folk rock.
Un merito particolare nell'evoluzione del folk rock lo ebbe Tom Wilson: Sebbene abbia iniziato come musicista jazz, il giovane produttore afroamericano della Columbia Records Tom Wilson è diventato noto come la "moglie di mezza età del folk-rock" per il suo lavoro seminale dietro le quinte. Come produttore di Bob Dylan durante gli album di transizione The Times They Are a-Changin', Another Side of Bob Dylan e Bringing It All Back Home, è stato l'architetto del suono elettrico di Dylan. È forse anche più noto, tuttavia, per aver scoperto prima Simon & Garkfunkel e poi per averli trasformati in superstar del folk-rock con il remix rock non autorizzato che ha reso un successo il loro brano The Sound of Silence.

#### L'espansione del folk rock

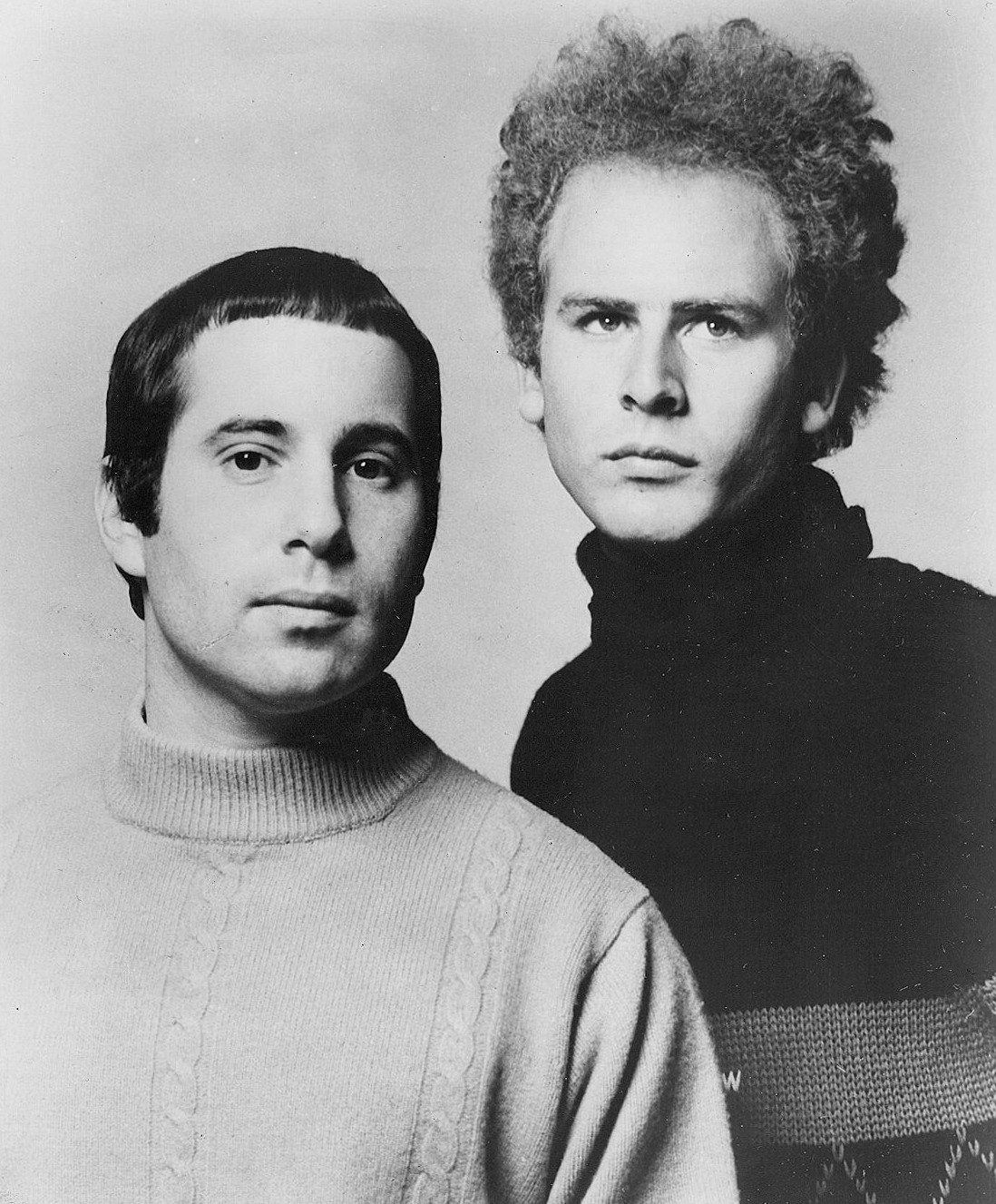
Simon and Garfunkel nel 1968

Il critico musicale Richie Unterberger ha notato come il successo commerciale della cover dei Byrds di Mr. Tambourine Man, insieme ai contributi di Dylan al genere negli album Bringing It All Back Home, Highway 61 Revisited e Blonde on Blonde, ha avviato l'esplosione del folk rock con numerosi nuovi musicisti e band. Il loro successo ha portato il produttore discografico Tom Wilson ad aggiungere sovraincisioni di chitarra elettrica, basso e batteria a The Sounds of Silence, una canzone che era stata registrata dal duo folk Simon & Garfunkel nel 1964 e pubblicata per la prima volta nel loro album Wednesday Morning, 3 A.M.. Il singolo così ristampato salì al numero 1 della classifica pop di Billboard alla fine del 1965, divenendo un successo in tutto il mondo e diede al duo una delle carriere di maggior successo nella musica pop e rock. Simon e Garfunkel sono stati descritti come "il più grande duo del folk-rock, la cui fama e influenza durerebbero ben oltre il periodo d'oro del folk-rock".
Una delle prime band a creare un suono decisamente americano in risposta alla British Invasion furono the Beach Boys; pur non essendo una band folk rock, hanno influenzato direttamente il genere e al culmine del boom del folk rock nel 1966 hanno avuto un successo con una cover della canzone folk degli anni '20 delle Indie occidentali intitolata Sloop John B, conosciuta tramite the Kingston Trio, che a loro volta l'avevano appresa da the Weavers.

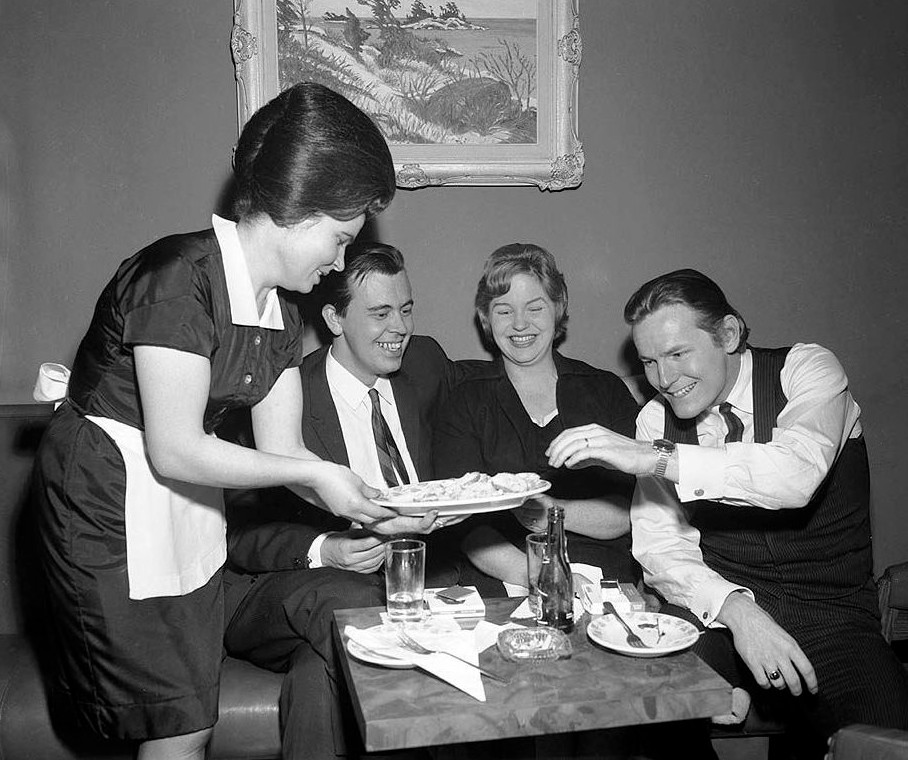
Il cantautore Gordon Lightfoot alla Luncheon records di Toronto

Gran parte della prima musica folk-rock sorse durante un periodo di sconvolgimento globale generale, la guerra del Vietnam e nuove preoccupazioni per il mondo da parte dei giovani. Negli Stati Uniti, il periodo di massimo splendore del folk rock è stato probabilmente tra la metà degli anni Sessanta e la metà degli anni Settanta, quando si allineò con il movimento hippie divenendo un mezzo importante per esprimere idee radicali. Città come San Francisco, Denver, New York City e Phoenix sono diventate centri nevralgici della cultura folk rock, giocando una posizione centrale assieme ai circuiti folk delle origini. Il suono "unplugged" e semplice della musica rifletteva la connessione del genere con una visione critica di una società tecnologica e consumistica. A differenza dei testi di evasione della musica pop, probabilmente una distrazione fantastica dai problemi della vita, gli artisti folk tentarono di comunicare preoccupazioni per temi come la pace, la consapevolezza globale e altri temi rilevanti dell'epoca. Le band la cui musica era significativamente folk rock durante la metà-fine degli anni '60 includevano Donovan, the Lovin' Spoonful, the Mamas & the Papas, the Youngbloods, Love e, nei loro primi anni, Jefferson Airplane.
A metà degli anni '60, il cantautore Gordon Lightfoot iniziò a spostare le sue canzoni folk declinandole in un folk-rock guidato dalle percussioni, con registrazioni come Black Day in July sugli scontri di Detroit del 1967. Sarebbe poi salito in cima alle classifiche negli anni '70 con una serie di sue registrazioni folk-rock come Sundown e Carefree Highway divenendo poi una leggenda del folk-rock. Alcuni artisti che originariamente producevano con un suono rock più duro hanno poi declinato i loro suoni verso tonalità più intimiste e folk. In questa categoria c'era Cat Stevens, che ha iniziato a Londra proprio come i Byrds hanno fatto negli Stati Uniti, ma ha poi attenuato il suono con strumenti acustici. Le sue canzoni contenevano preoccupazione per l'ambiente, la guerra e il futuro del mondo in generale. La cantautrice canadese Joni Mitchell ha vinto numerosi Grammy Awards con le sue canzoni folk rock/pop.

## Movimenti collegati

### Il folk rock britannico e il Celtic rock
In Europa nel 1966 nascono i Fairport Convention di Richard Thompson e Ashley Hutchings ai quali nel 1967 si aggiunge la cantante Sandy Denny e nel 1968 Pentangle di John Renbourn e Bert Jansch con Jacqui McShee alla voce. I due gruppi percorrono un percorso inverso, partendo rispettivamente dal blues e dal jazz includono elementi della tradizione musicale britannica. Contemporaneamente in Bretagna Alan Stivell unisce la musica celtica (bretone, ma anche scozzese e irlandese) e i suoi strumenti tradizionali, tra cui l'arpa celtica e la cornamusa, e il rock con chitarre e percussioni. Nel 1969 Ashley Hutchings, bassista e cantante dei Fairport Convention, fonda insieme a Terry Wood (The Pogues) un proprio gruppo di folk revival: gli Steeleye Span che riusciranno in una perfetta fusione tra il rock e la musica tradizionale inglese, che li farà anche andare in classifica sia negli U.S.A. che in Gran Bretagna. Quest'attitudine al folk, può essere ritrovata anche in gruppi progressive come Jethro Tull, con i dischi della cosiddetta "triade folk":Songs from the Wood, Heavy Horses e Stormwatch, e i Traffic di John Barleycorn Must Die, o nei Led Zeppelin di Led Zeppelin III.

## Gli artisti

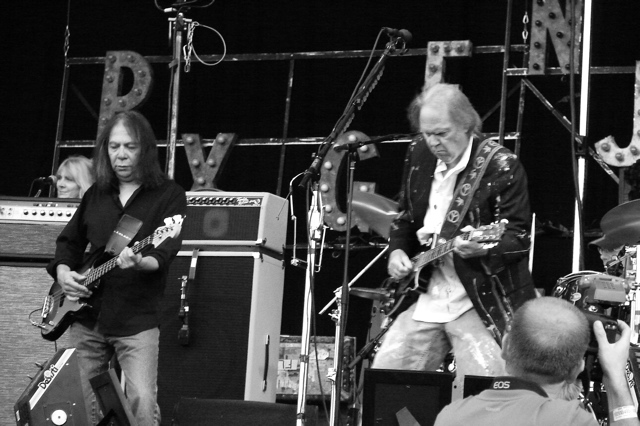
Neil Young in concerto nel 2008
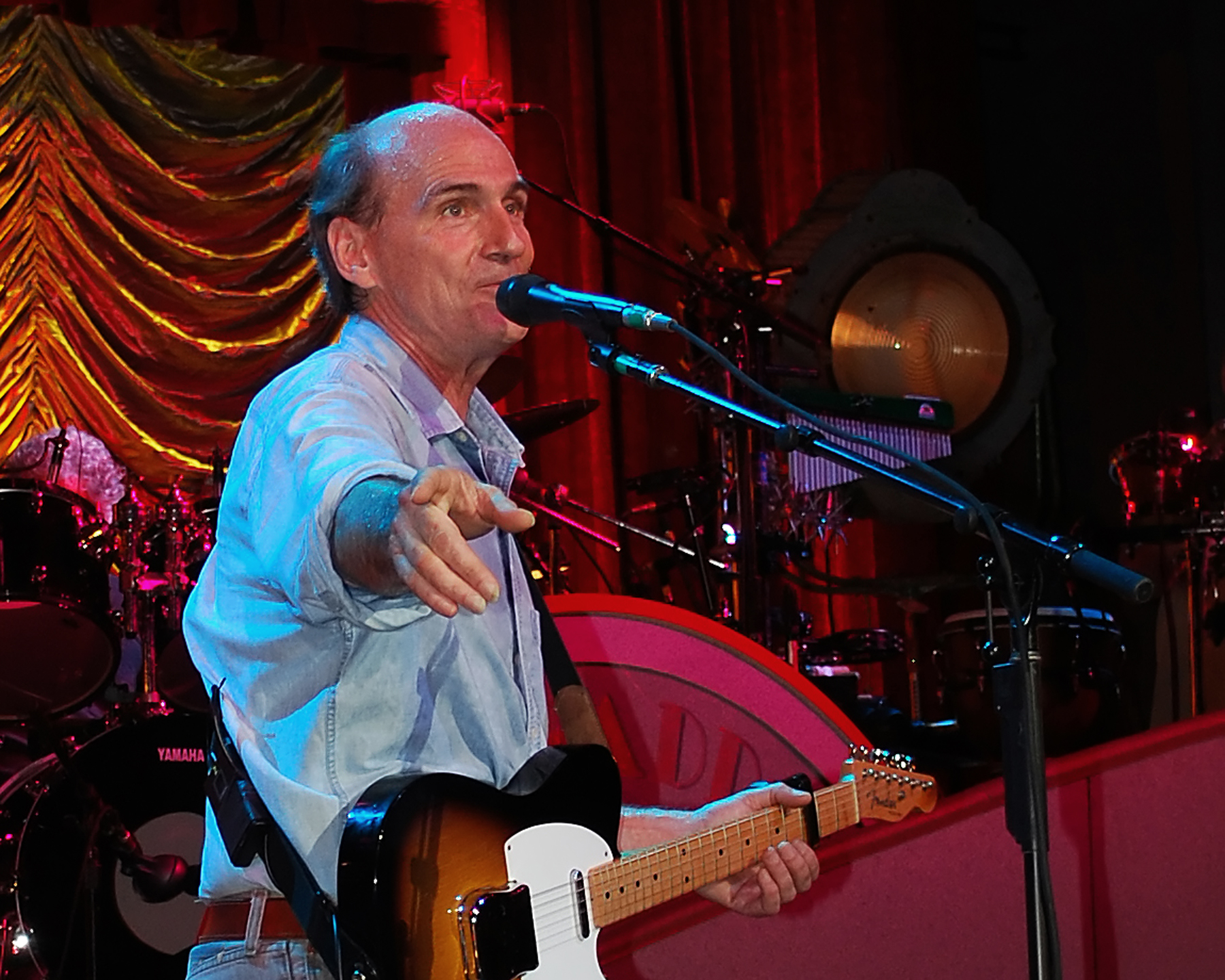
James Taylor
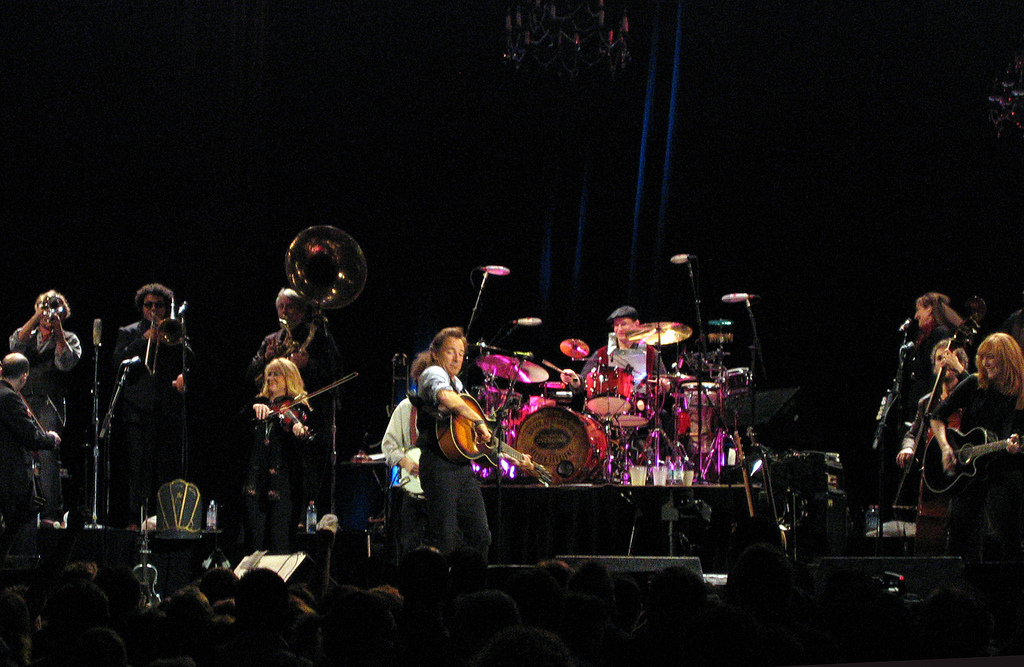
Bruce Springsteen all'Arena
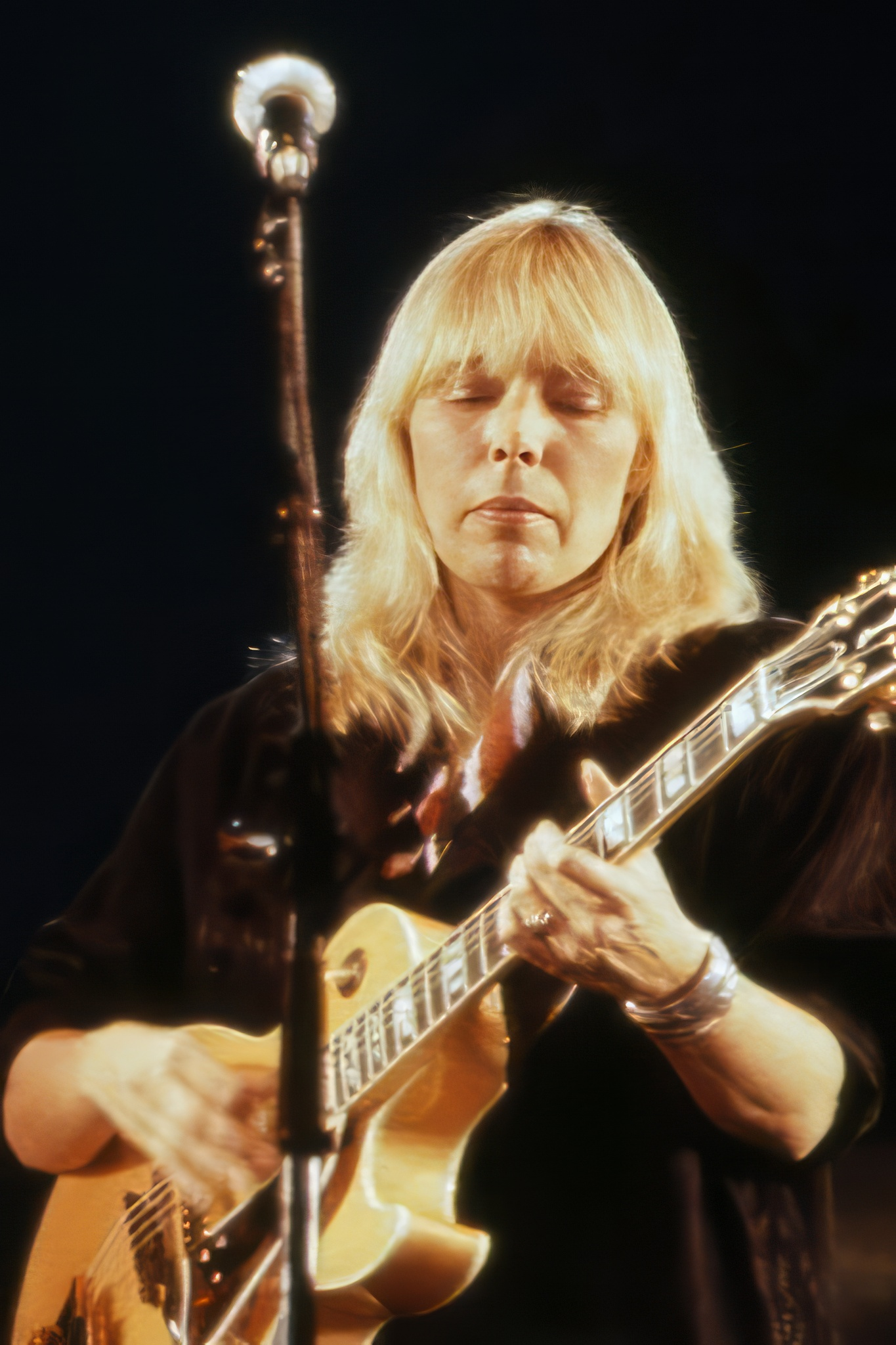
Joni Mitchell nel 2004
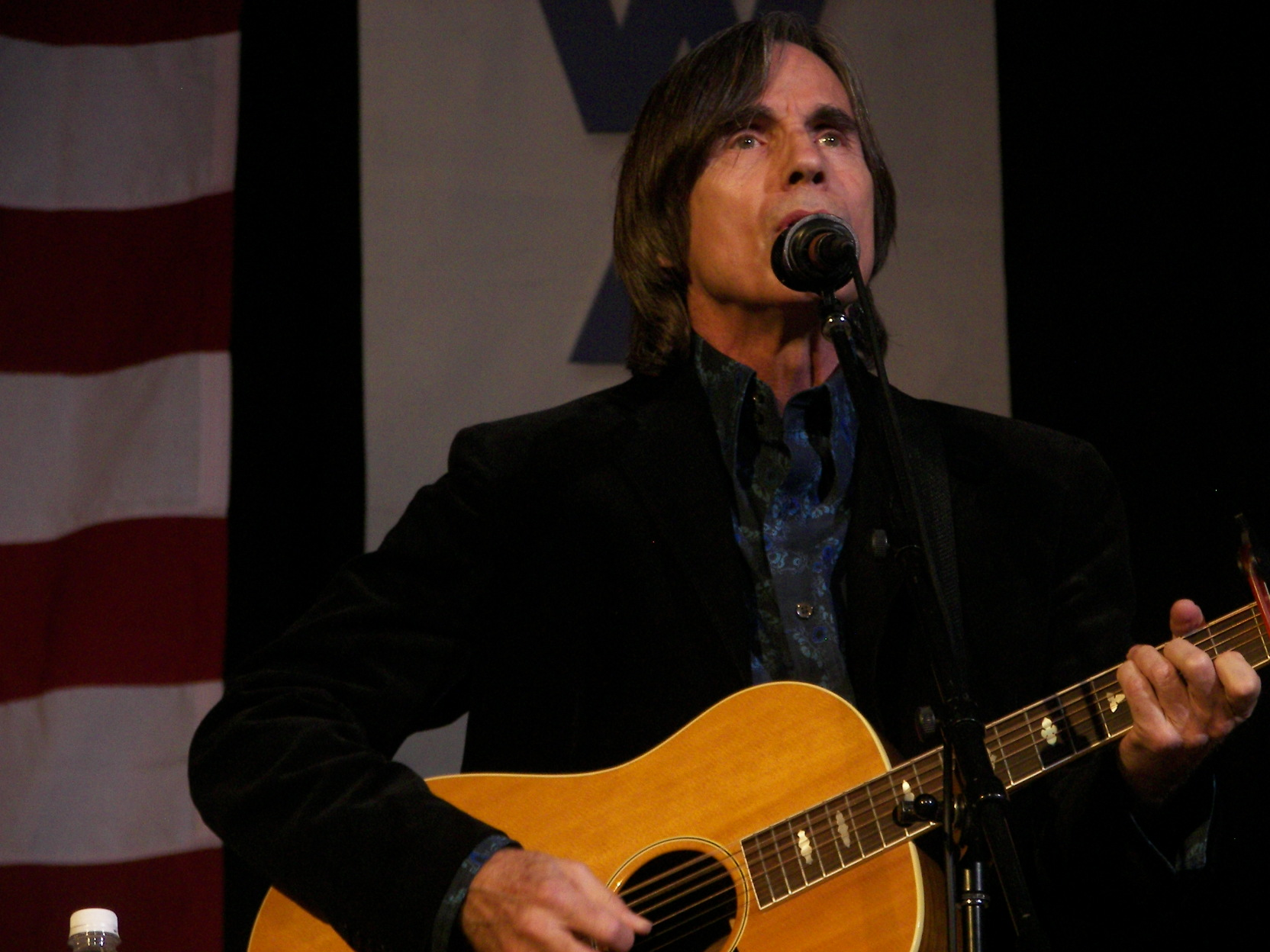
Jackson Browne
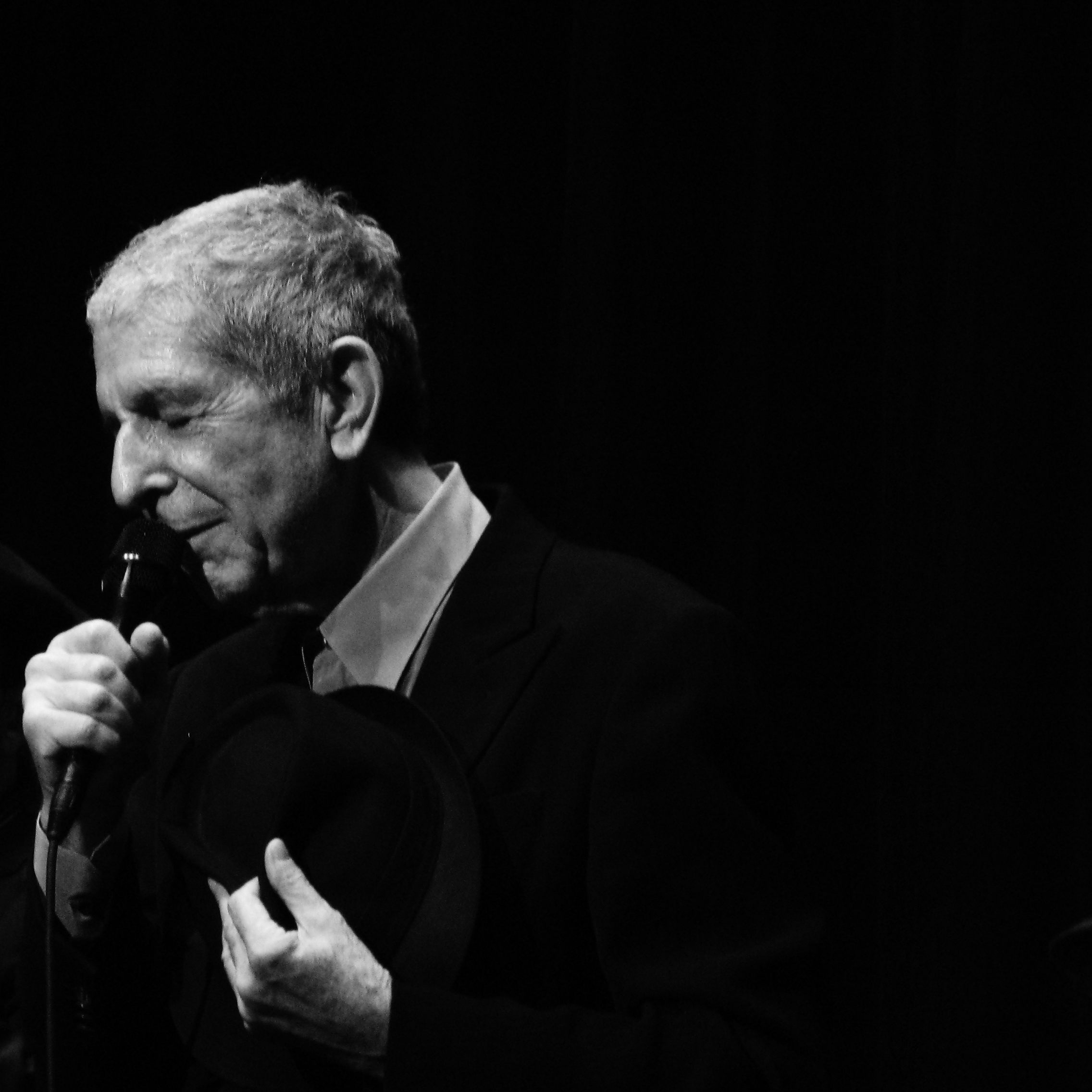
Leonard Cohen
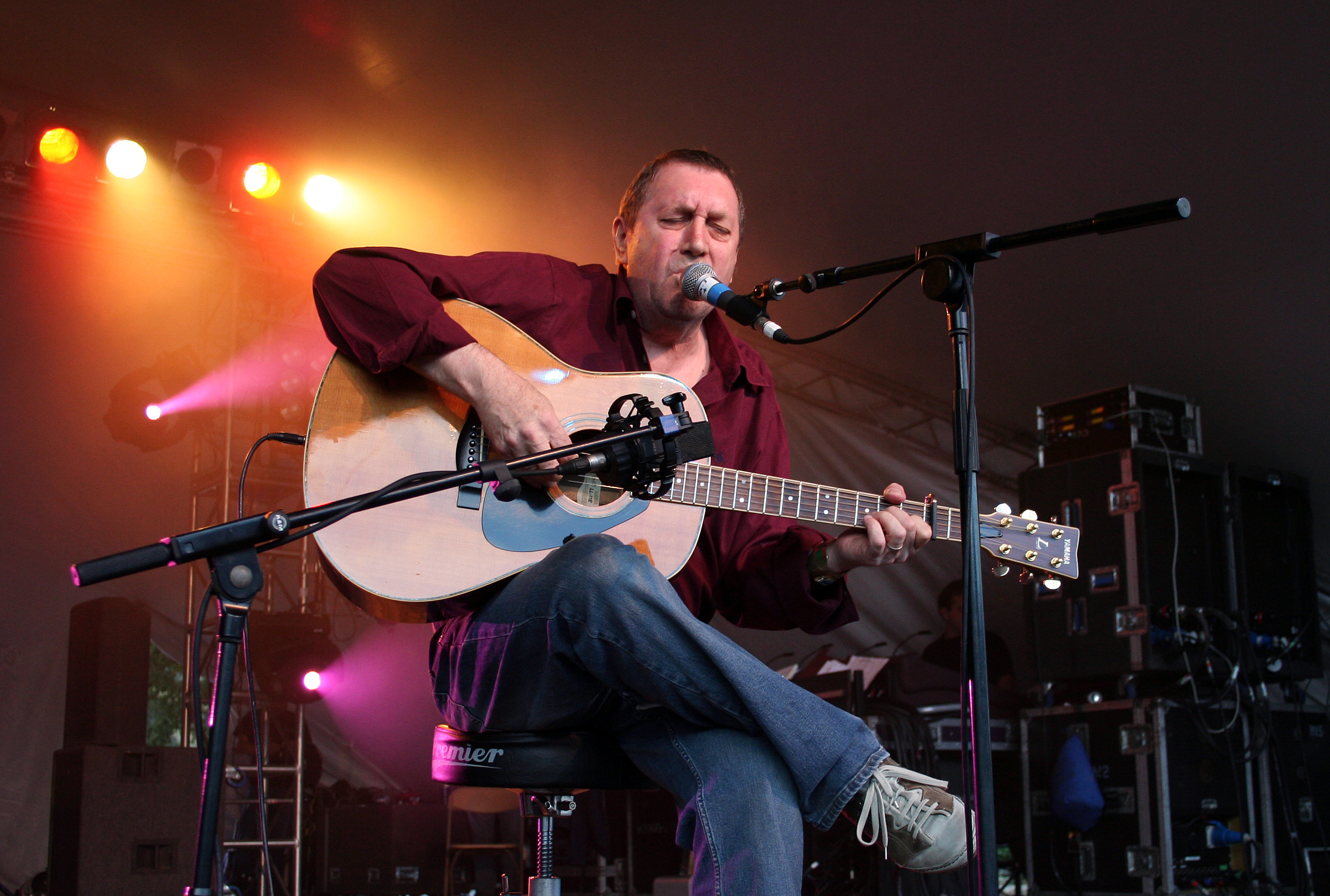
Bert Jansch
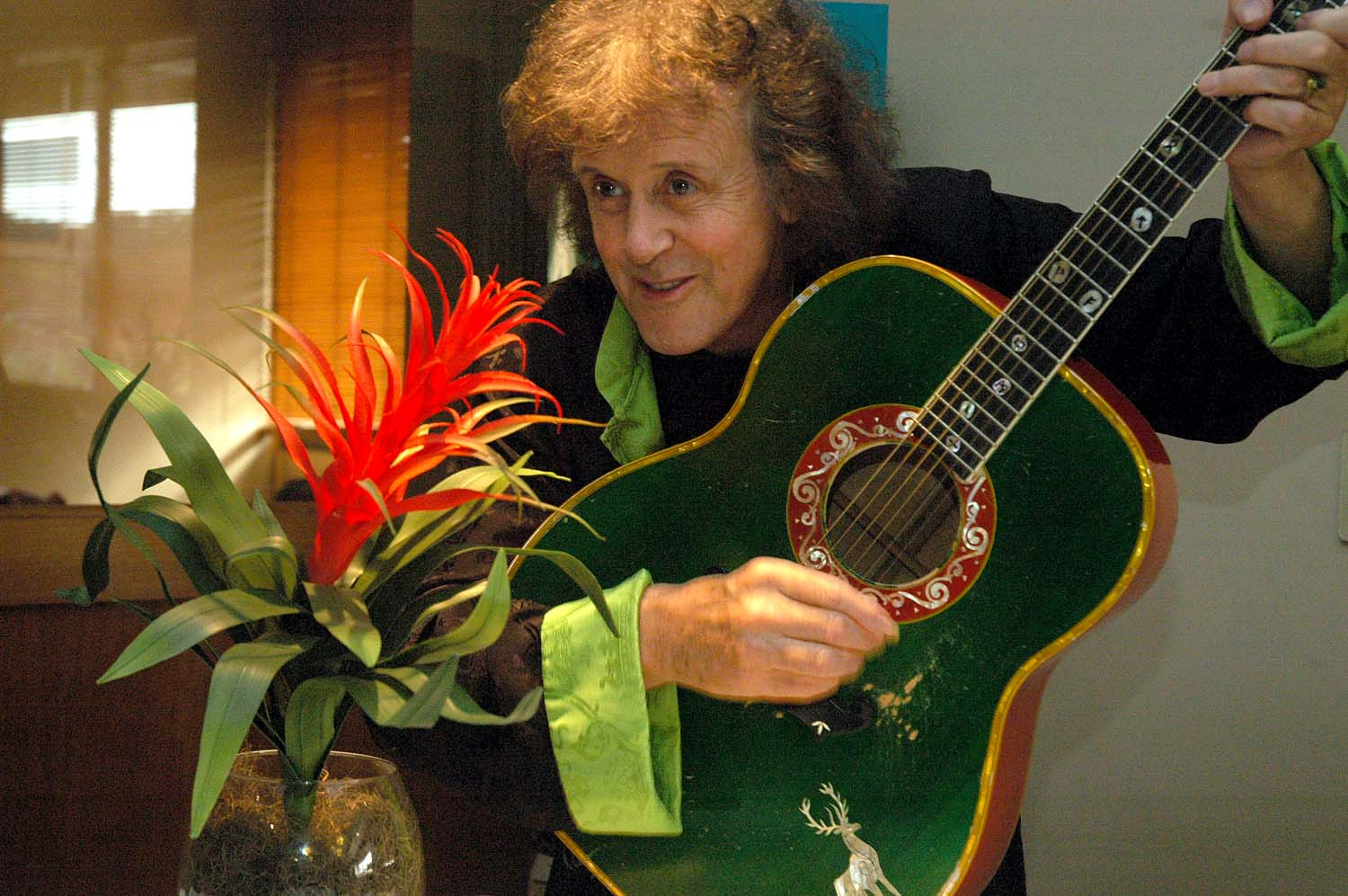
Donovan
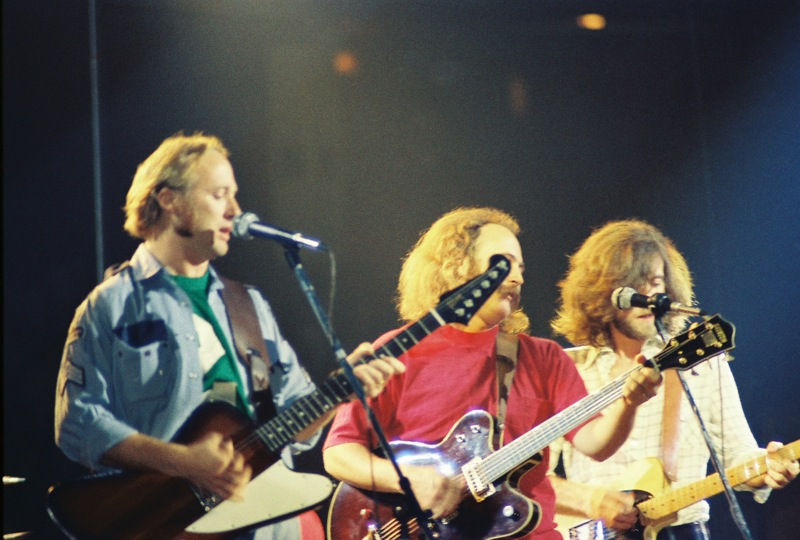
Crosby, Stills & Nash
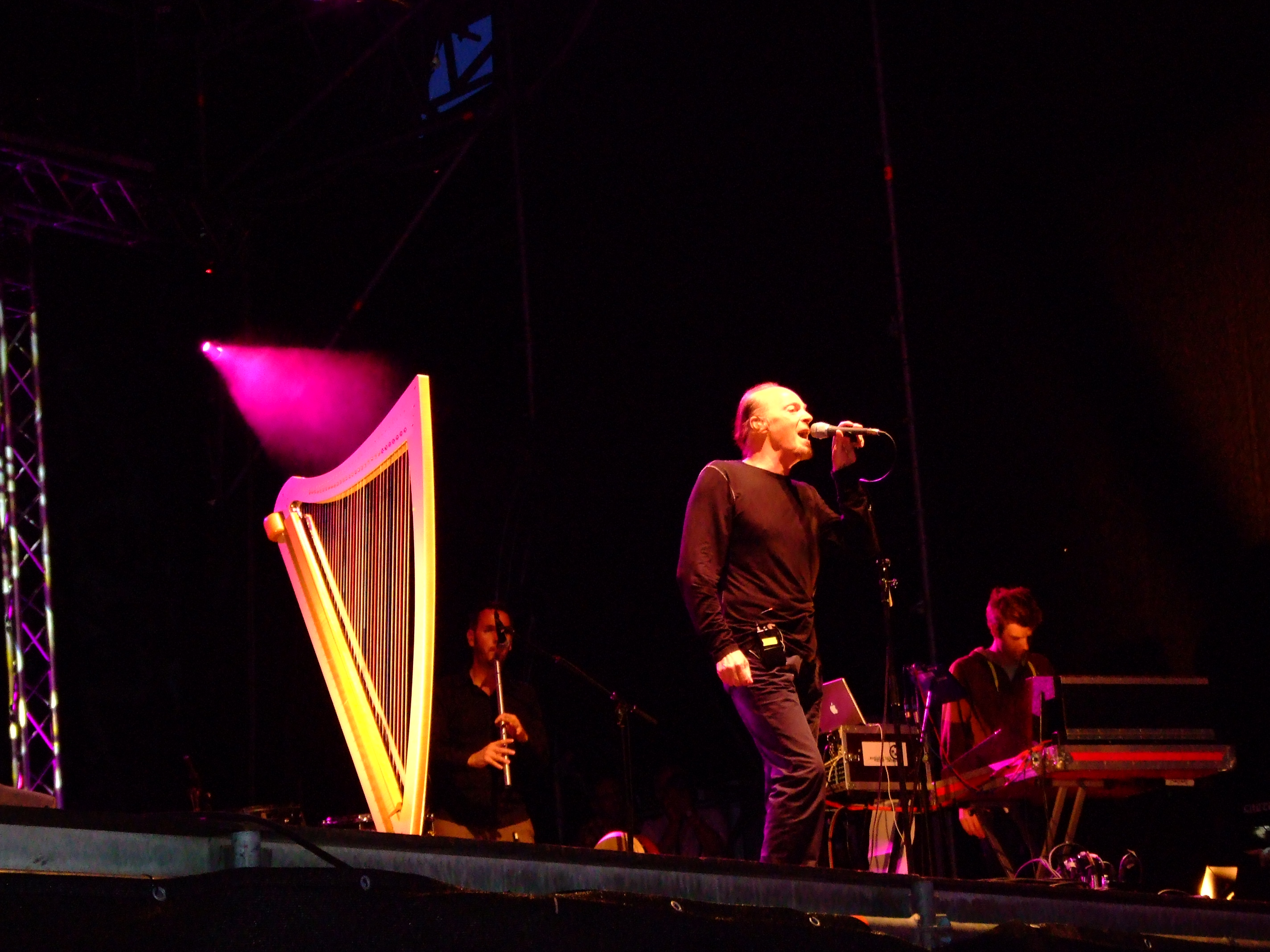
Alan Stivell in concerto a Norimberga
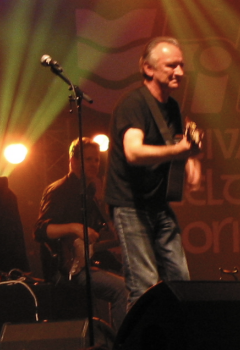
Moving Hearts